# René Wessels
René Wessels (Kloosterhaar, 7 september 1985) is een Nederlands voetballer die als aanvaller speelt.
Wessels begon bij Emmen met voetballen en speelde van 1 augustus 2006 tot 30 juni 2009 bij SV Meppen. In augustus 2009 tekende hij bij BV Veendam om in 2011 bij Meppen terug te keren. Vanaf 1 augustus 2013 speelde hij voor SV Lippstadt 08 in de Regionalliga West. Per 1 juli 2015 komt de linksbuiten uit voor SC Roland 1962 uit Beckum in de Oberliga Westfalen. Vanaf de zomer 2017 ging hij afbouwen in de Kreisliga bij SV Westfalen 21 Liesborn waar hij ook speler/trainer werd. Die dubbelfunctie vervult hij vanaf medio 2020 bij FC Mönninghausen.

## Statistieken
| Seizoen                        | Club            | Land      | Competitie              | Wed. | Goals |
| ------------------------------ | --------------- | --------- | ----------------------- | ---- | ----- |
| 2002/03                        | Emmen           | Nederland | Eerste divisie          | 10   | 0     |
| 2003/04                        | Emmen           | Nederland | Eerste divisie          | 24   | 5     |
| 2004/05                        | Emmen           | Nederland | Eerste divisie          | 30   | 3     |
| 2005/06                        | FC Emmen        | Nederland | Eerste divisie          | 24   | 1     |
| 2006/07                        | SV Meppen       | Duitsland | Oberliga Nord           | 32   | 6     |
| 2007/08                        | SV Meppen       | Duitsland | Oberliga Nord           | 30   | 12    |
| 2008/09                        | SV Meppen       | Duitsland | Niedersachsen Liga West | 32   | 18    |
| 2009/2010                      | SC Veendam      | Nederland | Eerste divisie          | 19   | 4     |
| 2010/2011                      | SC Veendam      | Nederland | Eerste divisie          | 15   | 1     |
| 2011/2013                      | SV Lippstadt 08 | ?         | ?                       | ?    | ?     |
| Totaal                         | Totaal          | Totaal    | Totaal                  | 216  | 50    |
| Bijgewerkt tot 1 november 2011 |                 |           |                         |      |       |